# William Standish Knowles
William Standish Knowles (Taunton, 1 juni 1917 – Chesterfield, 13 juni 2012) was een Amerikaans scheikundige.
In 2001 won hij samen met Ryoji Noyori de Nobelprijs voor de Scheikunde voor hun verrichtingen op het gebied van chiraal gekatalyseerde hydrogeneringsreacties. Dit is een technologie die bij het maken van veel medicijnen wordt toegepast. De twee moesten de prijs delen met Karl Barry Sharpless, die de prijs kreeg voor een ander onderzoek. Knowles deed zijn prijswinnende onderzoek bij Monsanto.

## Biografie
Knowles werd geboren in Tauton als zoon van Alice Pierce en George Bourne Tauton. Na de Berkshire School, die hij een jaar eerder afrondde werd hij toegelaten tot de Harvard-universiteit. Echter voordat hier scheikunde ging studeren bracht hij een extra jaar door op de Phillips Academy in Andover. In 1939 behaalde hij aan Harvard zijn bachelordiploma en voltooide zijn promotie in 1942 aan de Columbia-universiteit.
Knowles begon zijn werkzaamheden voor Monsanto in Dayton voordat hij werd overgeplaatst naar de hoofdvestiging van het bedrijf in Saint Louis in 1994. Tot aan zijn pensionering in 1986 zou Knowles werkzaam blijven voor dit bedrijf. Hij woonde in Saint Louis en Chesterfield, beide in Missouri.

## Werk
Knowles heeft baandoorbrekend werk verricht op het gebied van de chirale scheikunde. Vele moleculen bestaan in twee varianten, identiek aan elkaar in chemische compositie maar dan gespiegeld. Deze twee vormen hebben echter verschillende eigenschappen en effecten op het lichaam, een gewenste en een ongewenste vorm. Echter bij de productie ervan worden beide vormen in gelijke hoeveelheden geproduceerd, zodat ze achteraf gescheiden moeten worden wat een langdurig en kostbaar proces is.
Om dit proces te versnellen ontwikkelde Knowles een proces genaamd asymmetrische hydrogeneratie. Hierbij wordt een katalysator gebruikt die niet alleen het productieproces versnelt maar ook een hoge concentratie van de juiste molecuulvorm maakt en een lage concentratie van de ongewenste (gespiegelde) vorm. Knowles proces zorgde onder andere voor de massaproductie van Levodopa (L-dopa), een medicijn voor de behandeling van de Ziekte van Parkinson.
Naast de Nobelprijs, die hij pas vijftien jaar na zijn pensionering ontving werd Knowles ook onderscheiden met de ACS Award for Creative Invention (1982) en de ORCS Paul N. Rylander Award (1996). In 2004 werd hij toegalaten tot de National Academy of Sciences. 
1901: Van 't Hoff ·
1902: E. Fischer ·
1903: Arrhenius ·
1904: Ramsay ·
1905: Baeyer ·
1906: Moissan ·
1907: Buchner ·
1908: Rutherford ·
1909: Ostwald ·
1910: Wallach ·
1911: Curie ·
1912: Grignard, Sabatier ·
1913: Werner ·
1914: Richards ·
1915: Willstätter ·
1918: Haber ·
1920: Nernst ·
1921: Soddy ·
1922: Aston ·
1923: Pregl ·
1925: Zsigmondy ·
1926: Svedberg ·
1927: Wieland ·
1928: Windaus ·
1929: Harden, Euler-Chelpin ·
1930: H. Fischer · 
1931: Bosch, Bergius ·
1932: Langmuir ·
1934: Urey ·
1935: F. Joliot-Curie, I. Joliot-Curie ·
1936: Debye ·
1937: Haworth, Karrer ·
1938: Kuhn ·
1939: Butenandt, Ružička ·
1943: Hevesy · 
1944: Hahn ·
1945: Virtanen ·
1946: Sumner, Northrop, Stanley ·
1947: Robinson · 
1948: Tiselius · 
1949: Giauque ·
1950: Diels, Alder ·
1951: McMillan, Seaborg ·
1952: Martin, Synge ·
1953: Staudinger ·
1954: Pauling ·
1955: Vigneaud ·
1956: Hinshelwood, Semjonov ·
1957: Todd ·
1958: Sanger ·
1959: Heyrovský ·
1960: Libby ·
1961: Calvin ·
1962: Perutz, Kendrew ·
1963: Ziegler, Natta ·
1964: Hodgkin ·
1965: Woodward ·
1966: Mulliken ·
1967: Eigen, Norrish, Porter ·
1968: Onsager ·
1969: Barton, Hassel ·
1970: Leloir ·
1971: Herzberg ·
1972: Anfinsen, Moore, Stein · 
1973: E.O. Fischer, Wilkinson · 
1974: Flory ·
1975: Cornforth, Prelog ·
1976: Lipscomb ·
1977: Prigogine · 
1978: Mitchell ·
1979: Brown, Wittig ·
1980: Berg, Gilbert, Sanger ·
1981: Fukui, Hoffmann ·
1982: Klug ·
1983: Taube ·
1984: Merrifield ·
1985: Hauptman, Karle ·
1986: Herschbach, Lee, Polanyi ·
1987: Cram, Lehn, Pedersen ·
1988: Deisenhofer, Huber, Michel ·
1989: Altman, Cech ·
1990: Corey ·
1991: Ernst ·
1992: Marcus ·
1993: Mullis, Smith ·
1994: Olah ·
1995: Crutzen, Molina, Rowland ·
1996: Curl, Kroto, Smalley ·
1997: Boyer, Walker, Skou ·
1998: Kohn, Pople ·
1999: Zewail ·
2000: Heeger, MacDiarmid, Shirakawa ·
2001: Knowles, Noyori, Sharpless ·
2002: Fenn, Tanaka, Wüthrich ·
2003: Agre, MacKinnon ·
2004: Ciechanover, Hershko, Rose ·
2005: Grubbs, Schrock, Chauvin ·
2006: Kornberg ·
2007: Ertl ·
2008: Shimomura, Chalfie, Tsien ·
2009: Steitz, Yonath, Ramakrishnan ·
2010: Heck, Negishi, Suzuki ·
2011: Shechtman ·
2012: Kobilka, Lefkowitz ·
2013: Karplus, Levitt, Warshel ·
2014: Betzig, Hell, Moerner ·
2015: Lindahl, Modrich, Sancar ·
2016: Sauvage, Stoddart, Feringa ·
2017: Dubochet, Frank, Henderson · 
2018: Arnold, Winter, Smith ·   
2019: Goodenough, Whittingham, Yoshino ·
2020: Charpentier, Doudna ·
2021: List, MacMillan ·
2022: Bertozzi, Meldal, Sharpless ·
2023: Bawendi, Brus, Jekimov ·
2024: Baker, Hassabis, Jumper